# Rock the Party (Jauz & Ephwurd)
Rock the Party è un singolo prodotto dai dj statunitensi Jauz  ed Ephwurd pubblicato il 17 luglio 2015 sul canale YouTube della Spinnin Records.

## Descrizione
La canzone originale ha una durata di 2:53 minuti, mentre quella estesa di 3:56. Il singolo è definito come promotore di un nuovo sottogenere della House, la bass house.
La canzone ottenne subito un notevole successo nell'ambito musicale, riscontrando l'approvazione generale tra i più grandi DJ della scena mondiale, venendo suonata nei propri concerti da DJ come Martin Garrix, David Guetta, Hardwell, Blasterjaxx, Afrojack, Dimitri Vegas & Like Mike, Diplo, Skrillex, Borgore, Vinai e molti altri.

## Video musicale
Il video è stato pubblicato sul canale YouTube della Spinnin Records il 17 luglio 2015. È totalmente realizzato in stile cartone animato ed è stato ideato e disegnato da Cubby Cramer. Si può vedere un DJ che si sta esibendo in una festa casalinga, ricordando i classici party dei film americani, ed una creatura simile alla cosa dei Fantastici 4, che vive sotto terra, infastidita dai rumori e dal frastuono provenienti dalla superficie terrestre. Questa creatura riesce a salire in superficie e creare panico tra la gente ignara. Tuttavia, nella seconda parte del video, vengono avvisati i poliziotti che intervengono con l’utilizzo delle armi da fuoco (anche dagli elicotteri), mentre le mostruose creature sono aumentate. Il video termina con queste creature che tengono in ostaggio degli umani e tornano nel sottoterra.

## Successo commerciale
Il brano ottenne un notevole successo anche grazie allo stile innovativo e moderno riprodotto da Jauz ed Ephwurd. Questo singolo fu un vero e proprio punto di riferimento per molti artisti emergenti nella scena musicale, che ne imitarono i suoni e le metriche: Curbi, Dustycloud, Loge21, Brohug, Atrip, Quiet Disorder, Matroda, VIVID, The Arcturians, Jvst Say Yes e molti altri si sono fatti strada grazie a singoli simili. Il brano influenzò talmente tanto l'EDM generale che nacque un nuovo stile musicale, la bass house, sottogenere della musica House. Nacquero, inoltre, alcune case discografiche specializzate in questo nuovo genere, come, appunto, la Bass House Recording, pubblicando sul proprio canale YouTube vari singoli inediti di artisti emergenti. Molti artisti già ben presenti nella scena della musica elettronica vennero influenzati da questo genere: Martin Garrix, Tiësto, Bassjackers, Hardwell, Skrillex, Blasterjaxx, Tchami, Oliver Heldens, R3hab, Sander van Doorn, Henry Fong, Mightyfools, Vato Gonzalez, Lucky Charmes, Firebeatz, Tony Junior, MOTi, Ummet Ozcan, Quintino, Autoerotique, Abel Ramos e molti altri realizzarono diversi brani interamente in stile Bass House.
Vari artisti, quali gli stessi Jauz ed Ephwurd, JOYRYDE, Skrillex, Eptic, Habstrakt, Getter, Slushii e molti altri, con il passare del tempo, cominciarono a unire brani bass house con altri caratterizzati dal dubstep e dalla future house, evolvendo di conseguenza il nuovo sottogenere dell'house.